# Manuel Golmayo de la Torriente
Manuel Golmayo de la Torriente fou un jugador d'escacs i militar espanyol, nascut a l'Havana el 1883, i mort a Madrid el 1973.
Manuel Golmayo i el seu germà, Celso, eren fills de Celso Golmayo Zúpide, advocat, nascut a Logronyo, que treballava com a Fiscal del Tribunal Contenciós a l'Havana, i que fou un dels principals impulsors dels escacs a Cuba, i el primer campió no oficial del país.
Després de la independència de Cuba, Manuel Golmayo va traslladar-se a Madrid, on hi residí fins a la seva mort. Va arribar a ser Cap de l'Estat Major de l'Exèrcit espanyol.

## Campionat d'Espanya i torneigs espanyols
El 1902 es va proclamar campió del primer Campionat d'Espanya d'escacs de l'era moderna, organitzat amb motiu de la coronació d'Alfons XIII. Va guanyar la pràctica totalitat dels torneigs que es van organitzar a Espanya durant aquesta època, i va revalidar el seu títol de campió d'Espanya a les edicions dels anys 1912 (any en què també va vèncer a Madrid en un matx contra Manuel Zaragoza), 1919, 1921 1927 i 1928), tot i que llevat del darrer, en què el campionat es va oficialitzar i va començar a celebrar-se anualment, els altres foren oficiosos.
El 9 de febrer de 1915 va obtenir el primer premi al concurs de resolució de problemes d'escacs celebrat a Barcelona.
L'octubre de 1919 va guanyar el denominat "Torneig Nacional d'Escacs", celebrat al Casino de Saragossa, superant el millor jugador aragonès, José Juncosa.
El 1929 va ser subcampió d'Espanya, i va perdre el títol de campió nacional en favor de Ramón Rey Ardid.

## Torneigs internacionals
Golmayo va participar també amb bons resultats en alguns torneigs internacionals. Va ser quart al II Campionat del Món per aficionats celebrat a La Haia el 1928 a la vegada que l'Olimpíada d'escacs de 1928, i vencent-hi el campió Max Euwe, i sisè a Barcelona el 1929 (el campió fou José Raúl Capablanca). Va jugar a l'Olimpíada d'escacs de 1924. Defensà el primer tauler d'Espanya a l'Olimpíada d'escacs de 1927 a Londres, a l'Olimpíada d'escacs de 1930 a Hamburg i a l'Olimpíada d'escacs de 1931 a Praga. També aconseguí entaular dues partides amistoses amb el campió mundial Aleksandr Alekhin.
En començar la Guerra civil espanyola marxà a París (on quedà tercer el 1938 en un torneig que guanyà Baldur Hönlinger), i retornà a Espanya només en acabada la guerra. Va ser 10è al Torneig Internacional de Barcelona 1946 (el campió fou Miguel Najdorf); però tot i que va continuar jugant als escacs, ja només va aconseguir èxits aïllats, com el primer lloc als torneigs de Madrid el 1947 i Linares el 1951.